# Carl Kwiatkowski
Pour les articles homonymes, voir Kwiatkowski.
Carl Edward Kwiatkowski (20 novembre 1959-2 février 2003) est un homme politique provincial canadien de la Saskatchewan. Il représente la circonscription de Carrot River Valley à titre de député du Parti saskatchewanais de 1999 jusqu'à son décès en fonction en 2003.

## Biographie
Né à Porcupine Plain en Saskatchewan, Kwiatkowski étudie dans sa ville natale avant de travaille sur la construction de route et dans le forage du pétrole. Il devient par la suite administrateur du Porcupine Opportunities Program et sert comme président de la Saskatchewan Association of Rehabilitation Centres.
Ayant entamé sa carrière politique à titre de maire de Porcupine pendant trois mandats, il y sert également comme juge de paix. Élu député provincial en 1999, il est retrouvé inanimé dans le bureau de circonscription de Carrot River en 2003.